# Stylocoronella variabilis
Stylocoronella variabilis är en nässeldjursart som beskrevs av Luitfried von Salvini-Plawen 1987. Stylocoronella variabilis ingår i släktet Stylocoronella och familjen Lucernariidae. Inga underarter finns listade i Catalogue of Life.